# Tilly Metz
Tilly Metz (Lussemburgo, 26 maggio 1967) è una politica lussemburghese.
Iscritta ai Verdi, è parlamentare europea dal 2018.

## Carriera
Dal 2005 al 2011 è stata sindaca di Weiler-la-Tour, nel 2017 è stata eletta consigliera comunale di Lussemburgo. Alle elezioni europee del 2014 si candida con i Verdi risultando la seconda più votata della lista e quindi la prima dei non eletti per i Verdi che avevano ottenuto un solo seggio assegnato a Claude Turmes. Quando nel 2018 Turmes si dimette per assumere l'incarico di segretario di Stato nel Governo di Xavier Bettel, Metz subentra quindi al Parlamento europeo, dove viene rieletta per un mandato pieno nel 2019. Al Parlamento Europeo è presidente della commissione d'inchiesta sulla protezione degli animali durante il trasporto e della delegazione per le relazioni con i paesi dell'America centrale. È inoltre membro delle commissioni ambiente, sanità e sicurezza alimentare e trasporti e turismo.